# فرودگاه پلت آیلند
 فرودگاه پلت آیلند (به انگلیسی: Platte Island Airport) یک فرودگاه خصوصی است که یک باند فرود چمن دارد و طول باند آن ۹۱۵ متر است. این فرودگاه در کشور سیشل قرار دارد و در ارتفاع ۳ متری از سطح دریا واقع شده است.